# Communauté de communes du Plateau de Frasne et du Val du Drugeon
Die Communauté de communes du Plateau de Frasne et du Val du Drugeon (CFD) ist ein französischer Gemeindeverband mit der Rechtsform einer Communauté de communes im Département Doubs in der Region Bourgogne-Franche-Comté. Sie wurde am 4. Dezember 2002 gegründet und umfasst zehn Gemeinden. Der Verwaltungssitz befindet sich im Ort Frasne.

## Mitgliedsgemeinden
| Gemeinde                                                         | Einwohner 1. Januar 2022 | Fläche km² | Dichte Einw./km² | Code INSEE | Postleitzahl |
| ---------------------------------------------------------------- | ------------------------ | ---------- | ---------------- | ---------- | ------------ |
| Bannans                                                          | 378                      | 11,56      | 33               | 25041      | 25560        |
| Bonnevaux                                                        | 420                      | 16,53      | 25               | 25075      | 25560        |
| Boujailles                                                       | 459                      | 28,22      | 16               | 25079      | 25560        |
| Bouverans                                                        | 441                      | 18,17      | 24               | 25085      | 25560        |
| Bulle                                                            | 500                      | 14,03      | 36               | 25100      | 25560        |
| Courvières                                                       | 319                      | 10,94      | 29               | 25176      | 25560        |
| Dompierre-les-Tilleuls                                           | 291                      | 12,94      | 22               | 25202      | 25560        |
| Frasne                                                           | 1.958                    | 32,87      | 60               | 25259      | 25560        |
| La Rivière-Drugeon                                               | 927                      | 19,16      | 48               | 25493      | 25560        |
| Vaux-et-Chantegrue                                               | 663                      | 13,98      | 47               | 25592      | 25160        |
| Communauté de communes du Plateau de Frasne et du Val du Drugeon | 6.356                    | 178,40     | 36               | –          | –            |

## Geographie
Der Hauptteil des Gebietes der Communauté de communes du Plateau de Frasne et du Val du Drugeon wird von der weiten Fläche des Plateaus von Frasne (auch Hochplateau von Arlier genannt) eingenommen, die durchschnittlich auf 840 m über dem Meeresspiegel liegt. Im Südosten dieser Ebene fließt der Drugeon, der für die Entwässerung zum Doubs sorgt. Das Gebiet entlang des Drugeon, die Hochmoore südlich von Frasne und die umliegenden stillen Gewässer (Étang de Frasne, Étang Lucien, Étang Berthelot, Étang de Bouverans) sind als Natura 2000-Schutzgebiet ausgeschieden. Ganz im Südosten erstreckt sich das Gebiet des Kommunalverbandes auf die über 1000 m hohen Höhenzüge des Faltenjuras mit der Montagne du Laveron und der Haute Joux, die von ausgedehnten Wäldern bestanden sind. Demgegenüber wird die Ebene von Frasne überwiegend landwirtschaftlich genutzt.

## Aufgaben
Zu den Aufgaben des Gemeindeverbandes gehören die Entwicklung und Förderung des Tourismus, der Naturschutz, die Schaffung von Arbeitsplätzen, die wirtschaftliche Entwicklung, die Müllabfuhr, die Trinkwasseraufbereitung und die Abwasserreinigung.